# Alexander von Fielitz
Alexander von Fielitz (Lipsia, 26 dicembre 1860 – Bad Salzungen, 29 luglio 1930) è stato un insegnante, direttore d'orchestra e compositore tedesco.

## Biografia
La carriera di studi di Alexander von Fielitz si effettuò a Dresda, sotto la guida di Julius Schulhoff per il pianoforte, di Edmund Kretschmer per la composizione e di Arthur Nikisch (composizione e direzione d'orchestra).
Svolse l'attività di direttore d'orchestra e di maestro di cappella a Zurigo, a Lubecca e a Lipsia.
Sarebbe riuscito a distinguersi come maestro di cappella, se non fosse stato costretto ad abbandonare molto presto questo settore dell'arte per il suo delicato stato di salute. Cercando di guarire dalla sua malattia, si stabilì in Italia per dieci anni, dove realizzò una buona parte delle sue composizioni.
Successivamente insegnò musica al Conservatorio Stern di Berlino, prima di trasferirsi a Chicago presso il locale Musical College; durante questo periodo diresse anche i concerti sinfonici della Chicago Symphony Orchestra.
Nel 1908 rientrò in Germania, dove assunse la direzione del Conservatorio Stern berlinese, succedendo a Gustav Hollander.
Tra i suoi allievi menzioniamo la pianista e compositrice canadese Gena Branscombe.
Tra le sue composizioni annoveriamo: le opere Vendetta (1891) e Das stille Dorf (1900), lieder, romanze, musiche corali, canzoni e soprattutto i Toskanische Lieder (Canzoni toscane) che risultarono molto noti. Anche le sue romanze per pianoforte e violino ottennero un buon successo.

## Composizioni principali
- L'Écho, su libretto di François Coppée, canzoni per voce e pianoforte, 1905;
- Eliland, op.9 su libretto di Karl Stieler, canzoni per voce e pianoforte;
- Klavierstücke, op.16, per pianoforte, 1917;
- 4 Lieder, Op.36, canzoni per voce e pianoforte, 1895;
  - Es graut der Morgen, die Hähne schrei'n;
  - Die Rosen blühten, du stilles Kind;
  - Es ist nun wieder ein Junitag;
  - Es geh'n vom Campanile;
- 8 Mädchenlieder, Op.40, canzoni per voce e pianoforte, 1895;
- Nachtgebet, su libretto di Franz Evers, canzoni per voce e pianoforte, 1895;
- Pensée d'autrefois, su lìbretto di Charles Fuster, canzoni per voce e piano, 1905;
- Schön Gretlein, Op.15, canzoni per voce e pianoforte, 1896;
- 3  Gesänge, su libretto di Christian Morgenstern, Gustav Falke, Margarete Bruns, musica sacra, 1908;
- 4 Stimmungsbilder, Op.37, per pianoforte, 1895;
  - Idylle;
  - Entr'acte;
  - Hymnus;
  - Capriccioso;
- Trost, su libretto di Maria Janitschek, canzoni per voce e pianoforte, 1905;
- Viel Träume, su libretto di Robert Hamerling, canzoni per voce e pianoforte, 1905.